# S. D. Perry
Stephani Danelle Perry, qui signe ses publications S. D. Perry, est une romancière américaine, auteure de fantasy, de science-fiction et d'horreur.

## Biographie
Elle est la fille de l'écrivain de science-fiction Steve Perry, avec qui elle a collaboré sur certains livres.
Elle publie principalement des romans appartenant aux genres du fantasy, de la science-fiction et de l'horreur, dérivés d'univers de fiction tel que Resident Evil, Star Trek, Aliens et Predator. Elle a signé plusieurs novélisations.
Perry, qui se fait appeler Danelle au quotidien, vit avec sa famille à Portland, en Oregon,.

## Œuvres

### SérieAliens
- The Female War, 1993, co-écrit avec son père Steve Perry
- Labyrinth, 1996
- Berserker, 1998
- Criminal Enterprise, 2008

### SérieAliens vs. Predator
- Prey, 1994
- War, 1999

### SérieResident Evil
1. La Conspiration d'Umbrella, 2002 (Umbrella Conspiracy, 1998). Novélisation du premier jeu vidéo Resident Evil.
2. La Crique de Caliban, 2002 (Caliban Cove, 1998). Histoire original prenant place directement après les événements du premier livre.
3. La Cité des morts, 2002 (City of the Dead, 1999). Novélisation de Resident Evil 2.
4. Aux portes de l'enfer, 2003 (Underworld, 1999). Histoire original prenant place après les événements du troisième livre.
5. Nemesis, 2003 (Nemesis, 2000). Novélisation de Resident Evil 3: Nemesis.
6. Code Veronica, 2003 (Code : Veronica, 2001). Novélisation de Resident Evil - Code: Veronica.
7. Zero Hour, 2004 (Zero Hour, 2004). Novélisation de Resident Evil Zero.

### SérieStar Trek: Deep Space Nine
- The Avatar, Book One, 2001
- The Avatar, Book Two, 2001
- Rising Son, 2003
- Unity, 2003
- Terok Nor: Night of the Wolves, 2008
- Terok Nor: Dawn of the Eagles, 2008

### SérieStar Trek: The Original Series
- Star Trek: Section 31: Cloak, 2001
- Inception, 2010

### Autres publications
- Timecop, 1994. Novélisation du film.
- Virus, 1999. Novélisation du film.
- Wonder Woman, 2009. Novélisation du film d'animation.
- The Summer Man, 2013
- Alien : Le Rapport Weyland-Yutani, 2014 (Alien: The Weyland-Yutani Report, 2015)

Elle a aussi participé à l'anthologie Magic The Gathering: Tapestries avec la nouvelle Inheritance.